# Sebadoh
Sebadoh – grupa indierockowa, założona w Northampton w stanie Massachusetts przez Erica Gaffneya i byłego basistę Dinosaur Jr., Lou Barlowa.

## Obecny skład
- Eric Gaffney
- Lou Barlow
- Jason Loewenstein

## Dyskografia

### Albumy
- The Freed Man (1989)
- Weed Forestin' (1990)
- The Freed Weed (1992) – kompilacja The Freed Man i Weed Forestin
- Sebadoh III (1991) – wydany ponownie przez Domino w 2006
- Rockin' the Forest (1992)
- Sebadoh vs. Helmet (1992)
- Smash Your Head on the Punk Rock (1992) – kompilacja Rockin' the Forest i Sebadoh vs. Helmet
- Bubble and Scrape (1993)
- 4 Song CD (1994)
- Bakesale (1994)
- Local Band Feel (Live) (1995)
- Harmacy (1996)
- Magnet's Coil (1997) (kompilacja)
- The Sebadoh (1999)
- Act Surprised (2019)

### Single
- Gimme Indie Rock (1991)
- Oven Is My Friend (1991)
- Asshole (1992)
- Soul and Fire (1993)
- Rebound (1994)
- Skull (1994)
- Not Too Amused (1995)
- Beauty of the Ride (1996)
- Ocean (1996)
- Flame (1998)